# Johan Gadolin
Johan Gadolin (sinh 05 tháng 6 năm 1760 - mất 15 tháng 8 năm 1852) là một nhà hóa học, nhà vật lý và khoáng vật học người Phần Lan. Gadolin có công phát hiện ra nguyên tố hóa học yttrium. Ông cũng được coi là người đi đầu nghiên cứu hóa học Phần Lan, là Chủ tịch thứ hai môn Hóa học tại Học viện Hoàng gia Turku.

## Sách và tạp chí tham khảo
- Dean, P B; Dean, K I (tháng 8 năm 1996). "Sir Johan Gadolin of Turku: the grandfather of gadolinium". Academic Radiology. Quyển 3 số Suppl 2. tr. S165–9. doi:10.1016/S1076-6332(96)80523-X. PMID 8796552.
- Weeks, Mary Elvira (1932). "The discovery of the elements: XVI. The rare earth elements". Journal of Chemical Education. Quyển 9 số 10. tr. 1751–1773. Bibcode:1932JChEd...9.1751W. doi:10.1021/ed009p1751.
- Sella, Andrea (2009). "Gadolin's Condenser". Chemistry World. Quyển 6 số 10. tr. 81–81.
- Pyykkö, Pekka and Orama, Olli (1988). "Johan Gadolin's 1788 paper mentioning the several oxidation states of tin and their disproportionation reaction". Nouveau J. Chimie / New J. Chem. Quyển 12. tr. 881–883.{{Chú thích tạp chí}}:  Quản lý CS1: nhiều tên: danh sách tác giả (liên kết)
- Pyykkö, Pekka and Orama, Olli (1996). "What did Johan Gadolin actually do?". Episodes from the History of the Rare Earth Elements, Ed. C. H. Evans, Kluwer, Dordrecht. tr. 1–12.{{Chú thích tạp chí}}:  Quản lý CS1: nhiều tên: danh sách tác giả (liên kết)